# روبرت براون هال
روبرت براون هال (بالإنجليزية: Robert Browne Hall)‏ هو ملحن أمريكي، ولد في 30 يونيو 1858، وتوفي في 8 يونيو 1907 في بورتلاند في الولايات المتحدة.

## وصلات خارجية
- روبرت براون هال على موقع ميوزك برينز (الإنجليزية)
- روبرت براون هال على موقع ديسكوغز (الإنجليزية)